# Зальмрор (футбольний клуб)
«Футбольно-спортивний клуб Зальмрор 1921» (нім. Fußballsportverein Salmrohr 1921 e.V.) — німецька футбольна команда з селища Зальмталь, з землі Рейнланд-Пфальц. Заснований 1921 року, невеликий клуб мав обмежені ресурси та значною мірою покладався на місцеві таланти, але все-таки зумів два десятиліття грати в аматорській Оберлізі «Південний-Захід» та Регіоналлізі «Захід / Південний-Захід» (третій дивізіон чемпіонату Німеччини) та здобув звання аматорського чемпіона Німеччини 1990 року.

## Досягнення
- Аматорський чемпіонат Німеччини
  -  Чемпіон (1): 1990

- Оберліга Рейнланд-Пфальц/Саар
  -  Чемпіон (2): 1985, 1992
  -  Срібний призер (2): 2013, 2014

- Рейнландліга
  -  Чемпіон (1): 2011
  -  Срібний призер (3): 2005, 2006, 2009

- Кубок Рейнланду
  -  Володар (9): 1989, 1992, 1993, 1994, 1995, 1996, 2002, 2015, 2019
  -  Фіналіст (4): 1983, 1984, 1986, 1988

## Статистика виступів
| Сезон     | Дивізіон                           | Рівень | Місце   |
| 1999–2000 | Регіоналліга Захід/Південний Захід | III    | 19-те ↓ |
| 2000–01   | Оберліга Південний-Захід           | IV     | 5-те    |
| 2001–02   | Оберліга Південний-Захід           | IV     | 3-тє    |
| 2002–03   | Оберліга Південний-Захід           | IV     | 5-те    |
| 2003–04   | Оберліга Південний-Захід           | IV     | 16-те ↓ |
| 2004–05   | Рейнландліга                       | V      | 2-ге    |
| 2005–06   | Рейнландліга                       | V      | 2-ге ↑  |
| 2006–07   | Оберліга Південний-Захід           | IV     | 15-те ↓ |
| 2007–08   | Рейнландліга                       | V      | 6-те    |
| 2008–09   | Рейнландліга                       | VI     | 2-ге    |
| 2009–10   | Рейнландліга                       | VI     | 4-те    |
| 2010–11   | Рейнландліга                       | VI     | 1-ше ↑  |
| 2011–12   | Оберліга Південний-Захід           | V      | 6-те    |
| 2012–13   | Оберліга Рейнланд-Пфальц/Саар      | V      | 2-ге    |
| 2013–14   | Оберліга Рейнланд-Пфальц/Саар      | V      | 2-ге    |
| 2014–15   | Оберліга Рейнланд-Пфальц/Саар      | V      | 7-ме    |
| 2015–16   | Оберліга Рейнланд-Пфальц/Саар      | V      | 9-те    |
| 2016–17   | Оберліга Рейнланд-Пфальц/Саар      | V      | 15-те   |
| 2017–18   | Оберліга Рейнланд-Пфальц/Саар      | V      | 17-те ↓ |
| 2018–19   | Рейнландліга                       | VI     | 14-те   |
| 2019–20   | Рейнландліга                       | VI     | 3-тє    |
| 2020–21   | Рейнландліга                       |        |         |

- З введенням Регіоналліг у 1994 році та 3 Ліги в 2008 році як нового третього дивізіону, нижче Другої Бундесліги, всі ліги опустилися нижче на один рівень. У 2012 році Оберлігу Південний-Захід перейменували в Оберлігу Рейнланд-Пфальц/Саар.

| ↑ Підвищення | ↓ Вибуття |

## Відомі гравці
- Бернд Гельценбайн
- Вольфганг Клефф
- Клаус Топпмеллер
- Хамід Алідусті
- / Володимир Лютий